# Hyloxalus subpunctatus
Hyloxalus subpunctatus är en groddjursart som först beskrevs av Cope 1899.  Hyloxalus subpunctatus ingår i släktet Hyloxalus och familjen pilgiftsgrodor. IUCN kategoriserar arten globalt som livskraftig. Inga underarter finns listade i Catalogue of Life.